# Hypoxidaceae
Die Hypoxidaceae sind eine Familie in der Ordnung der Spargelartigen (Asparagales). Es gibt sieben bis neun Gattungen mit etwa 150 bis 220 Arten. Einige Arten und ihre Sorten werden als Zierpflanzen in Parks und Gärten genutzt, über weitere Nutzung ist wenig bekannt. 

## Beschreibung

### Habitus und Laubblätter
Es sind ausdauernde krautige Pflanzen. Die meisten Arten sind Geophyten und bilden Rhizome oder Knollen als Überdauerungsorgane. Sie sind saisongrün oder seltener immergrün. 
Die wechselständig und grundständig, oft dreizeilig angeordneten Laubblätter können gestielt oder ungestielt sein. Die einfachen und ganzrandigen Blattspreiten sind gefaltet bis plikat. Die Blattnervatur ist meist parallelnervig, aber bei manchen Arten bilden sie eine fiedernervige Struktur, aber ohne vernetzende Seitennerven. Bei einigen Arten sind einige oder alle Pflanzenteile mehr oder weniger stark behaart mit unterschiedlich komplex aufgebauten Haaren.

### Blütenstände und Blüten
Die Blüten stehen endständig einzeln oder auf Blütenstandsschäften in meist zusammengesetzten Gesamtblütenständen aus traubigen, ährigen, kopfigen oder doldigen Teilblütenständen zusammen. Es können Hochblätter vorhanden sein.
Die zwittrigen Blüten sind radiärsymmetrisch und selten zwei-, meist dreizählig. Die freien Blütenhüllblätter sind gleichgestaltet (Perigon). Einige Taxa haben statt sechs nur vier Blütenhüllblätter. Die Blütenhüllblätter sind weiß, gelb bis orange oder selten rot bis rosafarben. Pro Blüte gibt es (selten drei) vier oder sechs fertile Staubblätter. Bei manchen Taxa sind die Staubblätter mit den Blütenhüllblättern und/oder mit dem Griffel (Curculigo) verwachsen. Die zweizelligen, sulcaten Pollenkörner besitzen eine Apertur. Drei (oder zwei) Fruchtblätter sind zu einem unterständigen (synkarpen) Fruchtknoten verwachsen. Es sind ein bis drei Griffel vorhanden. 

### Früchte und Samen
Es werden eine Kapselfrüchte oder Beeren (beispielsweise Curculigo) gebildet. Bei wenigen Arten öffnen sich die Kapselfrüchte mit Zähnen oder Poren. Die durch Phytomelane braunen bis schwarzen Samen besitzen reichlich ölhaltiges Endosperm.

### Inhaltsstoffe und Chromosomen
Es wird Stärke eingelagert. Es werden Calciumoxalat-Kristalle als Raphide eingelagert. Sie enthalten Flavonole.
Die Chromosomen sind 2 bis 5 µm lang. Die Chromosomenzahlen betragen n = 6-9, 11.

## Systematik und Verbreitung

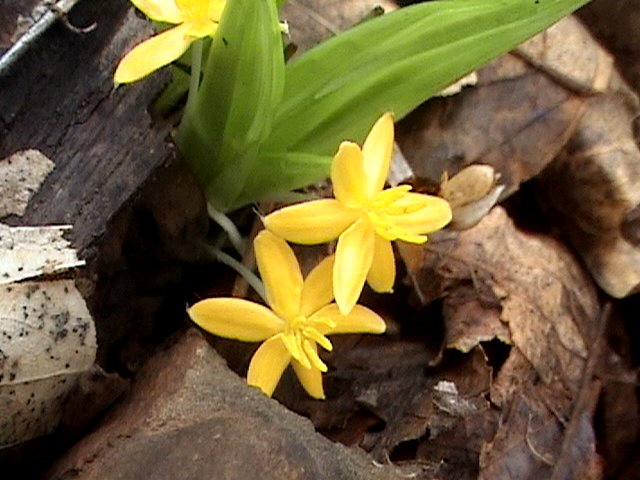
Curculigo orchioides

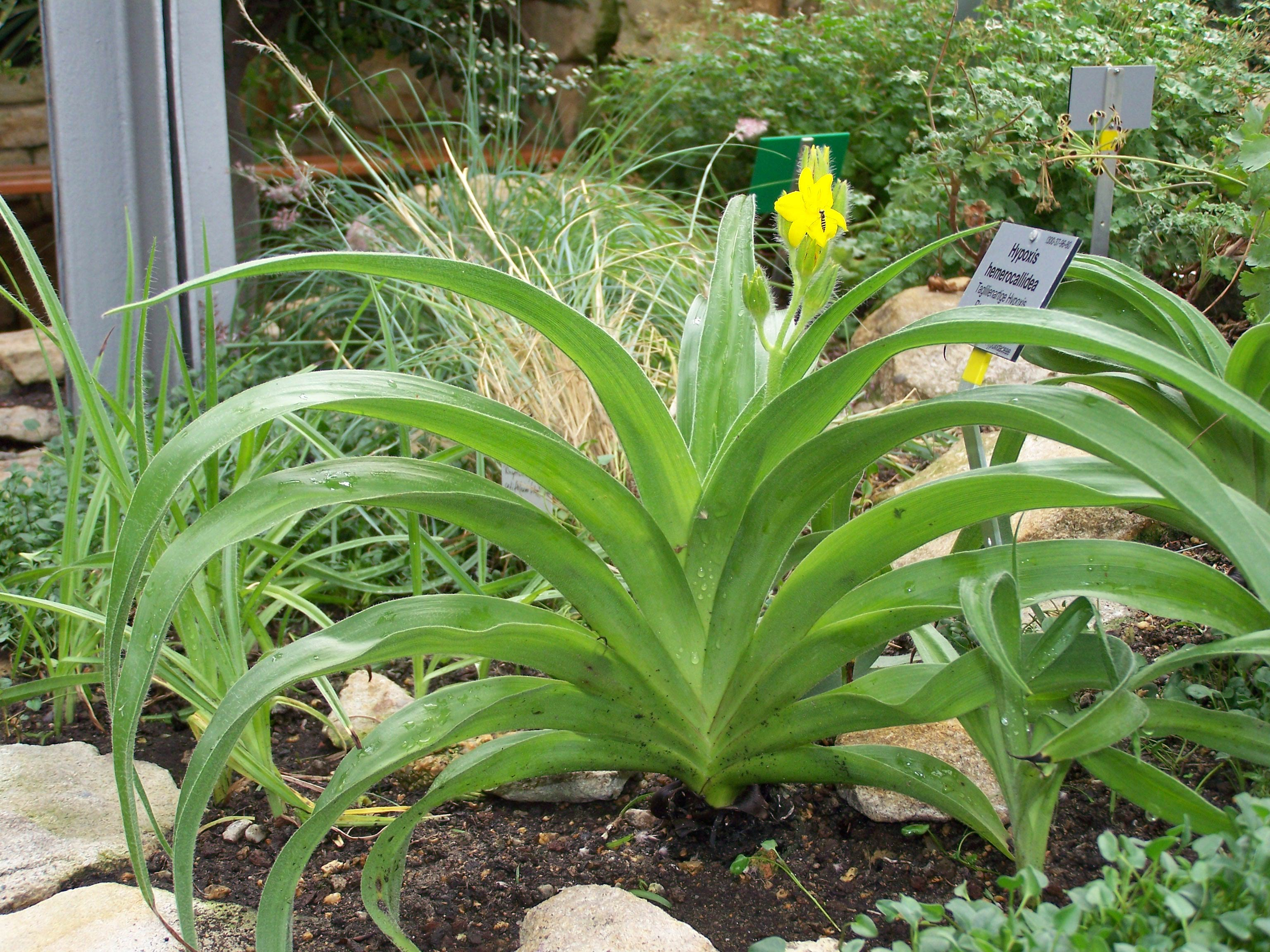
Habitus der Taglilienartigen Hypoxis (Hypoxis hemerocallidea)

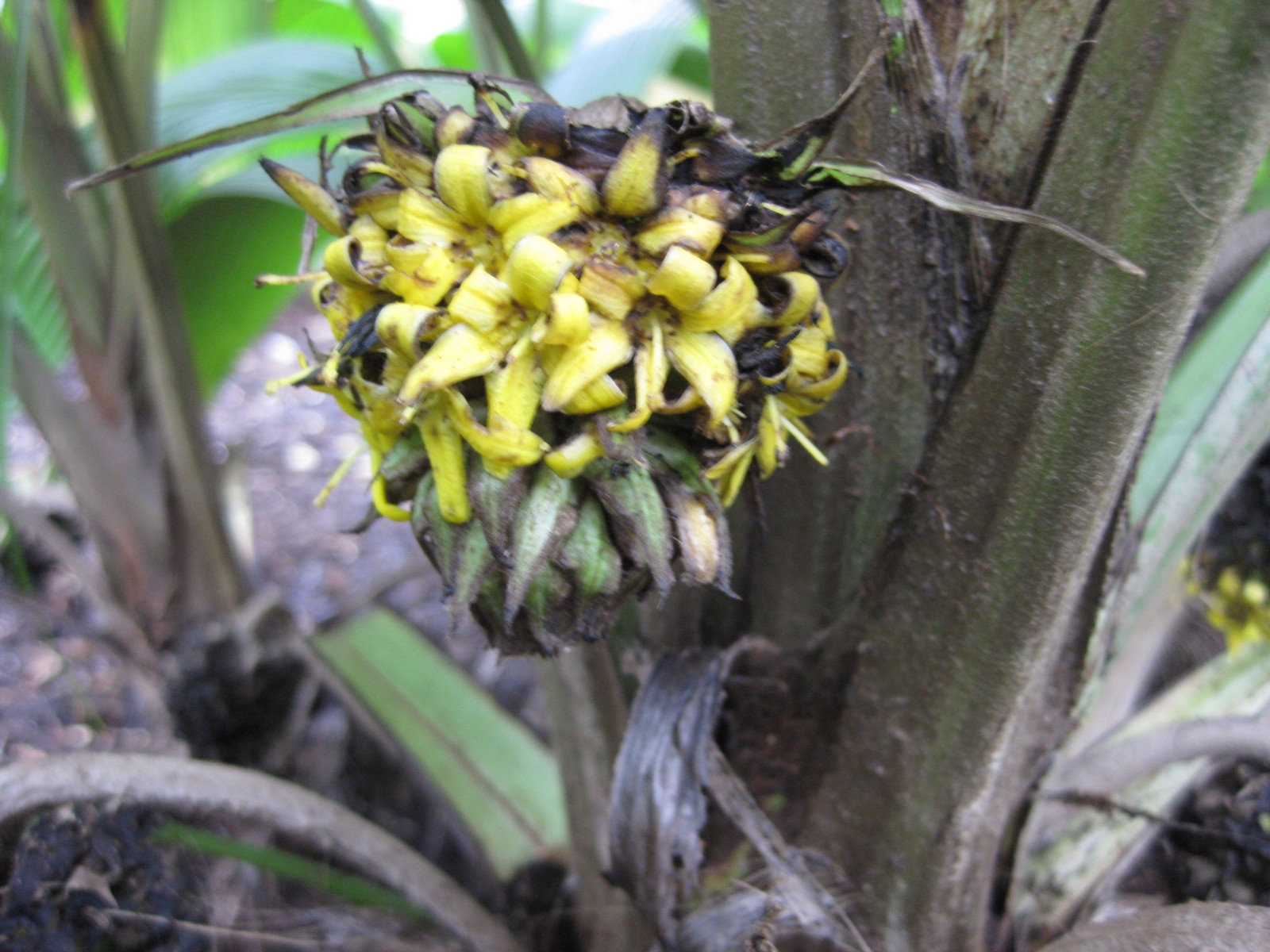
Molineria capitulata

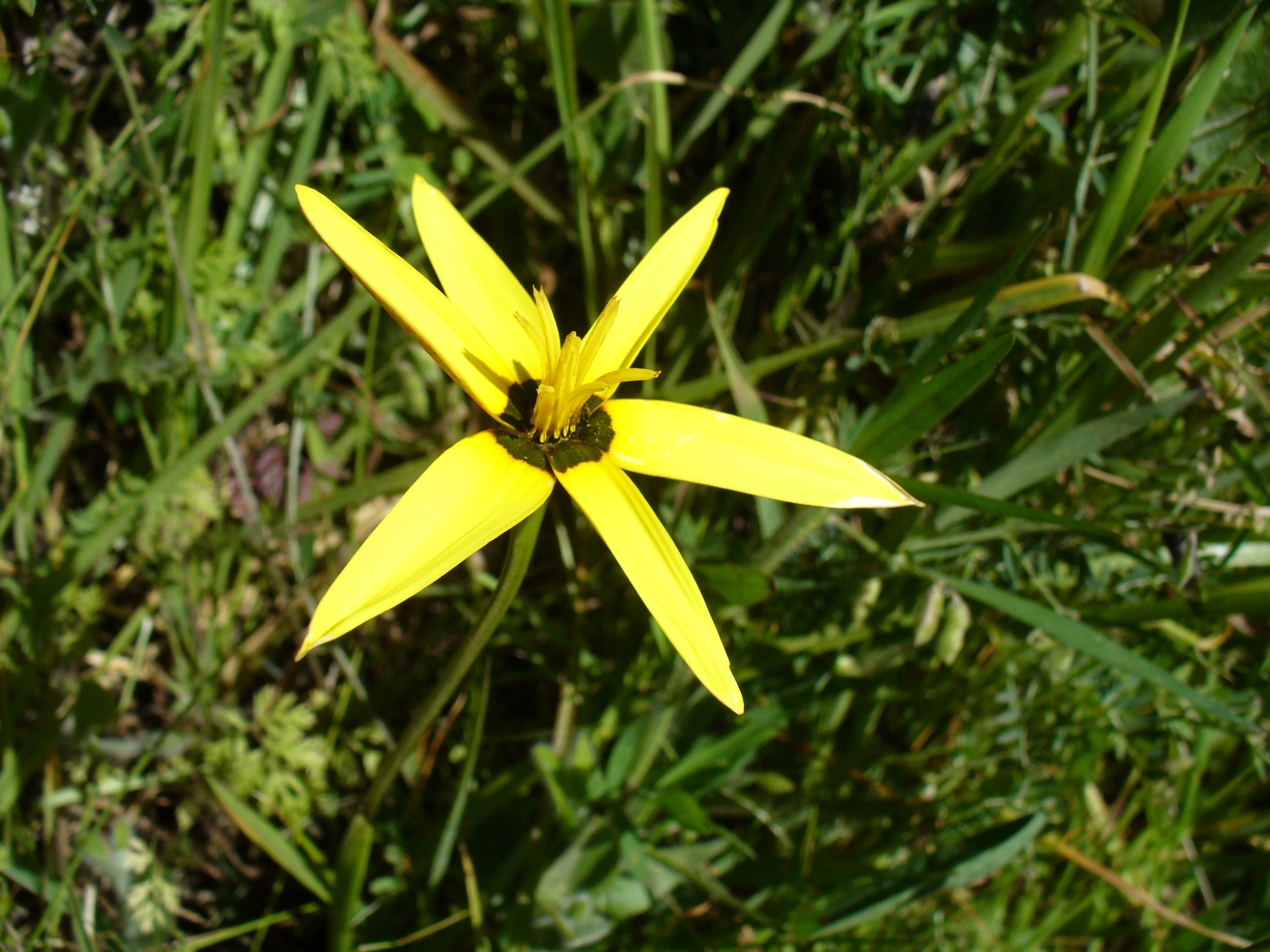
Pauridia capensis

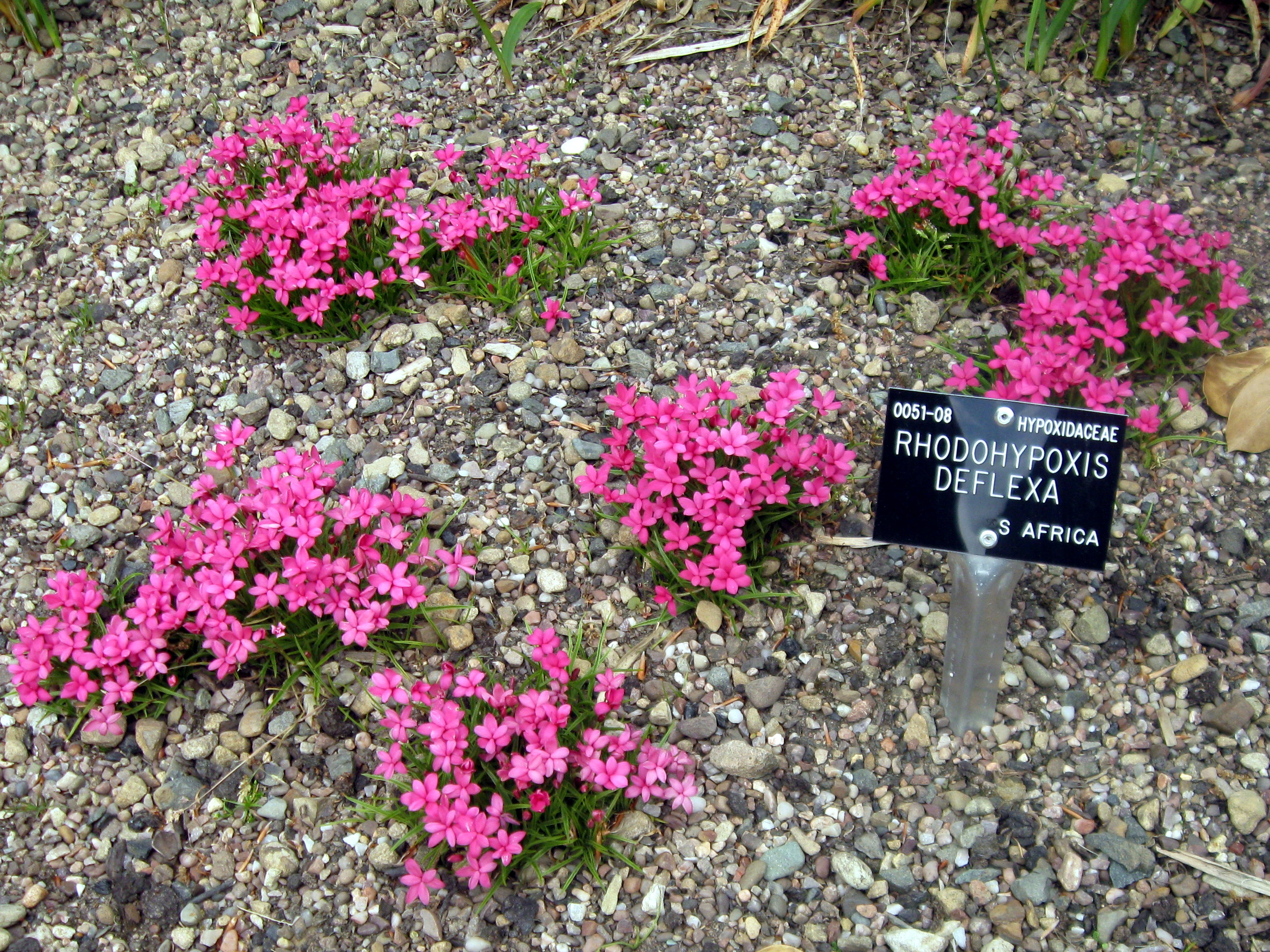
Rhodohypoxis deflexa

Sie kommen in der Holarktis, Paläotropis, Neotropis, Capensis und Australis vor. Sie sind weitverbreitet, es gibt nur keine Arten in Europa und im nördlichen Asien.
Ein Schwerpunkt der Artenvielfalt liegt in den Subtropen und besonders im südlichen Afrika. Ihre Areale reichen von den Gemäßigten Breiten bis in die Tropen. Die Lebensräume reichen von Trocken- bis zu Sumpfgebieten.
Die Erstveröffentlichung der Familie erfolgte 1814 unter dem Namen Hypoxideae durch Robert Brown in A Voyage to Terra Australis, 2, S. 576. Die Typusgattung ist Hypoxis L.
Die Gattungen wurden früher in die Familie der Liliaceae oder in eine Unterfamilie Hypoxidoideae der Amaryllidaceae eingeordnet. Aber nach molekulargenetischen Untersuchungen hat sich herausgestellt, dass sie nicht nahe mit diesen beiden Familien verwandt sind.
Die Schwestergruppe der Hypoxidaceae sind die Asteliaceae, diese beiden Familien sind am nächsten mit den Lanariaceae verwandt und bilden zusammen mit den Blandfordiaceae eine monophyletische Klade.
Kladogramm für die nächst verwandten Familien innerhalb der Ordnung der Asparagales nach der APWebsite:
|  | Lanariaceae                                                  |
|  |                                                              |
|  | \| \| Asteliaceae \| \| \| \| \| \| Hypoxidaceae \| \| \| \| |
|  |                                                              |
|  | Asteliaceae                                                  |
|  |                                                              |
|  | Hypoxidaceae                                                 |
|  |                                                              |

|  | Asteliaceae  |
|  |              |
|  | Hypoxidaceae |
|  |              |

|  | Lanariaceae                                                  |
|  |                                                              |
|  | \| \| Asteliaceae \| \| \| \| \| \| Hypoxidaceae \| \| \| \| |
|  |                                                              |
|  | Asteliaceae                                                  |
|  |                                                              |
|  | Hypoxidaceae                                                 |
|  |                                                              |

|  | Asteliaceae  |
|  |              |
|  | Hypoxidaceae |
|  |              |

|  | Lanariaceae                                                  |
|  |                                                              |
|  | \| \| Asteliaceae \| \| \| \| \| \| Hypoxidaceae \| \| \| \| |
|  |                                                              |
|  | Asteliaceae                                                  |
|  |                                                              |
|  | Hypoxidaceae                                                 |
|  |                                                              |

|  | Asteliaceae  |
|  |              |
|  | Hypoxidaceae |
|  |              |

|  | Lanariaceae                                                  |
|  |                                                              |
|  | \| \| Asteliaceae \| \| \| \| \| \| Hypoxidaceae \| \| \| \| |
|  |                                                              |
|  | Asteliaceae                                                  |
|  |                                                              |
|  | Hypoxidaceae                                                 |
|  |                                                              |

|  | Asteliaceae  |
|  |              |
|  | Hypoxidaceae |
|  |              |

|  | Lanariaceae                                                  |
|  |                                                              |
|  | \| \| Asteliaceae \| \| \| \| \| \| Hypoxidaceae \| \| \| \| |
|  |                                                              |
|  | Asteliaceae                                                  |
|  |                                                              |
|  | Hypoxidaceae                                                 |
|  |                                                              |

|  | Asteliaceae  |
|  |              |
|  | Hypoxidaceae |
|  |              |

|  | Lanariaceae                                                  |
|  |                                                              |
|  | \| \| Asteliaceae \| \| \| \| \| \| Hypoxidaceae \| \| \| \| |
|  |                                                              |
|  | Asteliaceae                                                  |
|  |                                                              |
|  | Hypoxidaceae                                                 |
|  |                                                              |

|  | Asteliaceae  |
|  |              |
|  | Hypoxidaceae |
|  |              |

|  | Lanariaceae                                                  |
|  |                                                              |
|  | \| \| Asteliaceae \| \| \| \| \| \| Hypoxidaceae \| \| \| \| |
|  |                                                              |
|  | Asteliaceae                                                  |
|  |                                                              |
|  | Hypoxidaceae                                                 |
|  |                                                              |

|  | Asteliaceae  |
|  |              |
|  | Hypoxidaceae |
|  |              |

|  | Lanariaceae                                                  |
|  |                                                              |
|  | \| \| Asteliaceae \| \| \| \| \| \| Hypoxidaceae \| \| \| \| |
|  |                                                              |
|  | Asteliaceae                                                  |
|  |                                                              |
|  | Hypoxidaceae                                                 |
|  |                                                              |

|  | Asteliaceae  |
|  |              |
|  | Hypoxidaceae |
|  |              |

|  | Lanariaceae                                                  |
|  |                                                              |
|  | \| \| Asteliaceae \| \| \| \| \| \| Hypoxidaceae \| \| \| \| |
|  |                                                              |
|  | Asteliaceae                                                  |
|  |                                                              |
|  | Hypoxidaceae                                                 |
|  |                                                              |

|  | Asteliaceae  |
|  |              |
|  | Hypoxidaceae |
|  |              |

|  | Lanariaceae                                                  |
|  |                                                              |
|  | \| \| Asteliaceae \| \| \| \| \| \| Hypoxidaceae \| \| \| \| |
|  |                                                              |
|  | Asteliaceae                                                  |
|  |                                                              |
|  | Hypoxidaceae                                                 |
|  |                                                              |

|  | Asteliaceae  |
|  |              |
|  | Hypoxidaceae |
|  |              |

|  | Lanariaceae                                                  |
|  |                                                              |
|  | \| \| Asteliaceae \| \| \| \| \| \| Hypoxidaceae \| \| \| \| |
|  |                                                              |
|  | Asteliaceae                                                  |
|  |                                                              |
|  | Hypoxidaceae                                                 |
|  |                                                              |

|  | Asteliaceae  |
|  |              |
|  | Hypoxidaceae |
|  |              |

|  | Lanariaceae                                                  |
|  |                                                              |
|  | \| \| Asteliaceae \| \| \| \| \| \| Hypoxidaceae \| \| \| \| |
|  |                                                              |
|  | Asteliaceae                                                  |
|  |                                                              |
|  | Hypoxidaceae                                                 |
|  |                                                              |

|  | Asteliaceae  |
|  |              |
|  | Hypoxidaceae |
|  |              |

|  | Lanariaceae                                                  |
|  |                                                              |
|  | \| \| Asteliaceae \| \| \| \| \| \| Hypoxidaceae \| \| \| \| |
|  |                                                              |
|  | Asteliaceae                                                  |
|  |                                                              |
|  | Hypoxidaceae                                                 |
|  |                                                              |

|  | Asteliaceae  |
|  |              |
|  | Hypoxidaceae |
|  |              |

|  | Lanariaceae                                                  |
|  |                                                              |
|  | \| \| Asteliaceae \| \| \| \| \| \| Hypoxidaceae \| \| \| \| |
|  |                                                              |
|  | Asteliaceae                                                  |
|  |                                                              |
|  | Hypoxidaceae                                                 |
|  |                                                              |

|  | Asteliaceae  |
|  |              |
|  | Hypoxidaceae |
|  |              |

|  | Lanariaceae                                                  |
|  |                                                              |
|  | \| \| Asteliaceae \| \| \| \| \| \| Hypoxidaceae \| \| \| \| |
|  |                                                              |
|  | Asteliaceae                                                  |
|  |                                                              |
|  | Hypoxidaceae                                                 |
|  |                                                              |

|  | Asteliaceae  |
|  |              |
|  | Hypoxidaceae |
|  |              |

|  | Lanariaceae                                                  |
|  |                                                              |
|  | \| \| Asteliaceae \| \| \| \| \| \| Hypoxidaceae \| \| \| \| |
|  |                                                              |
|  | Asteliaceae                                                  |
|  |                                                              |
|  | Hypoxidaceae                                                 |
|  |                                                              |

|  | Asteliaceae  |
|  |              |
|  | Hypoxidaceae |
|  |              |

In der Familie der Hypoxidaceae gibt es sieben bis acht Gattungen mit etwa 150 bis 220 Arten:
- Curculigo Gaertn.: Das Verbreitungsgebiet der etwa 15 Arten liegt in den Subtropen bis Tropen der Südhalbkugel.[2]
- Empodium Salisb.: Die etwa sieben Arten sind Florenelemente der Capensis.[2]
- Hypoxidia F.Friedmann: Die nur zwei Arten kommen auf den Seychellen vor.[2]
- Hypoxis L.: Das weite Verbreitungsgebiet der 80 bis 100 Arten liegt im tropischen und südlichen Afrika (41 Arten), in der Neotropis bis Nordamerika[2], in Südostasien und Australien.
- Molineria Colla: Die etwa acht Arten sind vom tropischen Asien bis zum australischen Bundesstaat Queensland verbreitet.[2]
- Neofriedmannia Kocyan & Wiland: Die 2017 neu aufgestellte Gattung umfasst nur eine Art:
  - Neofriedmannia seychellensis (Bojer ex Baker) Kocyan & Wiland (Syn.: Curculigo seychellensis Bojer ex Baker): Sie kommt auf den Seychellen vor.[2]
- Pauridia Harv. (Syn.: Syn.: Ianthe Salisb. nom. illeg., Hypoxis subg. Ianthe (Salisb.) Baker, Hypoxis sect. Ianthe (Salisb.) Benth., Spiloxene Salisb., Saniella Hilliard & B.L.Burtt): Sie enthält seit 2013 etwa 35 Arten hauptsächlich im südlichen Afrika mit dem Schwerpunkt in der Capensis und etwa fünf Arten in Australien.[2]
- Rhodohypoxis Nel: Die sechs Arten gedeihen in den Sommerregengebieten der Capensis.[2]
- Sinocurculigo Z.J.Liu, L.J.Chen & K.Wei Liu: Sie wurde 2012 mit nur einer Art aufgestellt:[2]
  - Sinocurculigo taishanica Z.J.Liu, L.J.Chen & K.Wei Liu: Sie wurde 2012 aus der chinesischen Provinz Guangdong erstbeschrieben.[2]

## Nutzung
Einige Arten und ihre Sorten werden als Zierpflanzen in Parks und Gärten genutzt.
Über eine weitere Nutzung ist wenig bekannt.
Von Hypoxis hygrometrica können die Knollen nach gründlichen garen (Calciumoxalat-Kristalle!) gegessen werden.
Medizinische Wirkungen wurden untersucht, aber ohne vielversprechende Ergebnisse.
Die Samen von Hypoxis hygrometrica sind hygrometrisch und werden von Amateuren zur Wettervorhersage verwendet.